# Clístenes de Sícion
Clístenes (em grego:  Κλεισθένης) foi tirano de Sícion entre 600 a.C. e 570 a.C., que participou da Primeira Guerra Sacra contra Crisa durante a batalha que destruiu aquela cidade, em 595 a.C. Também teria organizado com sucesso uma contra Argos, devido às atitudes anti-dóricas daquela cidade. Após esta vitória aboliu todos os rapsodistas de Homero, pois estes seriam responsáveis por louvar os cidadãos de Argos.
A principal inovação de seu reinado, mencionada por Heródoto, foi a reforma do sistema tribal na cidade de Sícion. Segundo o historiador, Clístenes teria dado nomes novos a todas as tribos, denominando sua própria tribo (que não era dórica) como soberana, e dando às outras três tribos (dóricas) nomes de animais. Heródoto não aponta, no entanto, exatamente qual teria sido o caráter desta sua reforma. Qualquer que ela tenha sido, sabe-se que foi bem-sucedida, pois todas as tribos mantiveram seus novos nomes por muito tempo, até mesmo depois de sua morte.
Clístenes de Sícion, após vencer a corrida de quadrigas convocou todos os gregos que fossem dignos para irem até Sicião, que ele escolheria o marido da sua bela filha, Agariste. Os dois principais competidores pela sua mão foram os atenienses, o alcmeônida Mégacles e Hipóclides. Mégacles acabou sendo escolhido depois que Hipóclides se cobriu de ridículo ao dançar bêbado diante de Clístenes.
Entre seus parentes célebres na história da Grécia Antiga estão o seu homônimo, Clístenes de Atenas, e Agariste, mãe de Péricles.
Estima-se que sua morte teria ocorrido por volta de 532 a.C..